# Lista di asteroidi (35001-36000)
Di seguito una lista di asteroidi dal numero 35001 al 36000 con data di scoperta e scopritore.

## 35001-35100
| Nome               | Designazione provvisoria | Data di scoperta  | Scopritore                       |
| ------------------ | ------------------------ | ----------------- | -------------------------------- |
| 35001 -            | 1978 VN4                 | 7 novembre 1978   | E. F. Helin, S. J. Bus           |
| 35002 -            | 1978 VY8                 | 7 novembre 1978   | E. F. Helin, S. J. Bus           |
| 35003 -            | 1979 MT1                 | 25 giugno 1979    | E. F. Helin, S. J. Bus           |
| 35004 -            | 1979 MC3                 | 25 giugno 1979    | E. F. Helin, S. J. Bus           |
| 35005 -            | 1979 MY3                 | 25 giugno 1979    | E. F. Helin, S. J. Bus           |
| 35006 -            | 1979 ON8                 | 24 luglio 1979    | S. J. Bus                        |
| 35007 -            | 1979 OD11                | 24 luglio 1979    | S. J. Bus                        |
| 35008 -            | 1980 FZ2                 | 16 marzo 1980     | C.-I. Lagerkvist                 |
| 35009 -            | 1980 US1                 | 31 ottobre 1980   | S. J. Bus                        |
| 35010 -            | 1981 DV1                 | 28 febbraio 1981  | S. J. Bus                        |
| 35011 -            | 1981 DU2                 | 28 febbraio 1981  | S. J. Bus                        |
| 35012 -            | 1981 EU2                 | 2 marzo 1981      | S. J. Bus                        |
| 35013 -            | 1981 EL3                 | 2 marzo 1981      | S. J. Bus                        |
| 35014 -            | 1981 EX5                 | 7 marzo 1981      | S. J. Bus                        |
| 35015 -            | 1981 EO6                 | 6 marzo 1981      | S. J. Bus                        |
| 35016 -            | 1981 EC7                 | 6 marzo 1981      | S. J. Bus                        |
| 35017 -            | 1981 EG7                 | 6 marzo 1981      | S. J. Bus                        |
| 35018 -            | 1981 EX9                 | 1 marzo 1981      | S. J. Bus                        |
| 35019 -            | 1981 EH10                | 1 marzo 1981      | S. J. Bus                        |
| 35020 -            | 1981 EJ12                | 1 marzo 1981      | S. J. Bus                        |
| 35021 -            | 1981 ER12                | 1 marzo 1981      | S. J. Bus                        |
| 35022 -            | 1981 EK13                | 1 marzo 1981      | S. J. Bus                        |
| 35023 -            | 1981 EO14                | 1 marzo 1981      | S. J. Bus                        |
| 35024 -            | 1981 EV14                | 1 marzo 1981      | S. J. Bus                        |
| 35025 -            | 1981 EA15                | 1 marzo 1981      | S. J. Bus                        |
| 35026 -            | 1981 EM16                | 6 marzo 1981      | S. J. Bus                        |
| 35027 -            | 1981 ET18                | 2 marzo 1981      | S. J. Bus                        |
| 35028 -            | 1981 ET21                | 2 marzo 1981      | S. J. Bus                        |
| 35029 -            | 1981 EM22                | 2 marzo 1981      | S. J. Bus                        |
| 35030 -            | 1981 EW22                | 2 marzo 1981      | S. J. Bus                        |
| 35031 -            | 1981 EE23                | 3 marzo 1981      | S. J. Bus                        |
| 35032 -            | 1981 EL26                | 2 marzo 1981      | S. J. Bus                        |
| 35033 -            | 1981 EA27                | 2 marzo 1981      | S. J. Bus                        |
| 35034 -            | 1981 EF27                | 2 marzo 1981      | S. J. Bus                        |
| 35035 -            | 1981 ER29                | 1 marzo 1981      | S. J. Bus                        |
| 35036 -            | 1981 EC30                | 2 marzo 1981      | S. J. Bus                        |
| 35037 -            | 1981 EC32                | 6 marzo 1981      | S. J. Bus                        |
| 35038 -            | 1981 EL32                | 7 marzo 1981      | S. J. Bus                        |
| 35039 -            | 1981 EE33                | 1 marzo 1981      | S. J. Bus                        |
| 35040 -            | 1981 EV33                | 1 marzo 1981      | S. J. Bus                        |
| 35041 -            | 1981 ER34                | 2 marzo 1981      | S. J. Bus                        |
| 35042 -            | 1981 EO36                | 7 marzo 1981      | S. J. Bus                        |
| 35043 -            | 1981 EH38                | 1 marzo 1981      | S. J. Bus                        |
| 35044 -            | 1981 ET40                | 2 marzo 1981      | S. J. Bus                        |
| 35045 -            | 1981 EB42                | 2 marzo 1981      | S. J. Bus                        |
| 35046 -            | 1981 EL43                | 3 marzo 1981      | S. J. Bus                        |
| 35047 -            | 1981 EF44                | 6 marzo 1981      | S. J. Bus                        |
| 35048 -            | 1981 EF45                | 15 marzo 1981     | S. J. Bus                        |
| 35049 -            | 1981 EE46                | 2 marzo 1981      | S. J. Bus                        |
| 35050 -            | 1981 EA47                | 2 marzo 1981      | S. J. Bus                        |
| 35051 -            | 1981 ED47                | 2 marzo 1981      | S. J. Bus                        |
| 35052 -            | 1982 JY1                 | 15 maggio 1982    | Palomar                          |
| 35053 Rojyurij     | 1982 UA11                | 25 ottobre 1982   | L. V. Zhuravleva                 |
| 35054 -            | 1983 WK                  | 28 novembre 1983  | E. Bowell                        |
| 35055 -            | 1984 RB                  | 2 settembre 1984  | E. F. Helin                      |
| 35056 Cullers      | 1984 ST                  | 28 settembre 1984 | C. S. Shoemaker, E. M. Shoemaker |
| 35057 -            | 1984 SP4                 | 23 settembre 1984 | H. Debehogne                     |
| 35058 -            | 1985 RP4                 | 12 settembre 1985 | H. Debehogne                     |
| 35059 -            | 1986 QM1                 | 27 agosto 1986    | H. Debehogne                     |
| 35060 -            | 1986 QG3                 | 29 agosto 1986    | H. Debehogne                     |
| 35061 -            | 1986 QL3                 | 29 agosto 1986    | H. Debehogne                     |
| 35062 Sakuranosyou | 1988 EP                  | 12 marzo 1988     | M. Inoue, O. Muramatsu           |
| 35063 -            | 1988 FD                  | 16 marzo 1988     | S. Ueda, H. Kaneda               |
| 35064 -            | 1988 RE10                | 14 settembre 1988 | S. J. Bus                        |
| 35065 -            | 1988 SU1                 | 16 settembre 1988 | S. J. Bus                        |
| 35066 -            | 1988 SV1                 | 16 settembre 1988 | S. J. Bus                        |
| 35067 -            | 1989 LL                  | 4 giugno 1989     | E. F. Helin                      |
| 35068 -            | 1989 SF4                 | 26 settembre 1989 | E. W. Elst                       |
| 35069 -            | 1989 SH4                 | 26 settembre 1989 | E. W. Elst                       |
| 35070 -            | 1989 TE3                 | 7 ottobre 1989    | E. W. Elst                       |
| 35071 -            | 1989 TE5                 | 7 ottobre 1989    | E. W. Elst                       |
| 35072 -            | 1989 TX6                 | 7 ottobre 1989    | E. W. Elst                       |
| 35073 -            | 1989 TG16                | 4 ottobre 1989    | H. Debehogne                     |
| 35074 -            | 1989 UF1                 | 25 ottobre 1989   | Y. Oshima                        |
| 35075 -            | 1989 XW1                 | 2 dicembre 1989   | E. W. Elst                       |
| 35076 Yataro       | 1990 BA1                 | 21 gennaio 1990   | T. Seki                          |
| 35077 -            | 1990 OT2                 | 30 luglio 1990    | H. E. Holt                       |
| 35078 -            | 1990 QB7                 | 20 agosto 1990    | E. W. Elst                       |
| 35079 -            | 1990 QR7                 | 16 agosto 1990    | E. W. Elst                       |
| 35080 -            | 1990 QH8                 | 16 agosto 1990    | E. W. Elst                       |
| 35081 -            | 1990 QT8                 | 16 agosto 1990    | E. W. Elst                       |
| 35082 -            | 1990 RJ3                 | 14 settembre 1990 | H. E. Holt                       |
| 35083 -            | 1990 SP6                 | 22 settembre 1990 | E. W. Elst                       |
| 35084 -            | 1990 SP9                 | 22 settembre 1990 | E. W. Elst                       |
| 35085 -            | 1990 SL11                | 16 settembre 1990 | H. E. Holt                       |
| 35086 -            | 1990 TW8                 | 14 ottobre 1990   | A. Mrkos                         |
| 35087 von Sydow    | 1990 UE5                 | 16 ottobre 1990   | E. W. Elst                       |
| 35088 -            | 1990 VU4                 | 15 novembre 1990  | E. W. Elst                       |
| 35089 -            | 1990 WH1                 | 18 novembre 1990  | E. W. Elst                       |
| 35090 -            | 1990 WR1                 | 18 novembre 1990  | E. W. Elst                       |
| 35091 -            | 1990 WC2                 | 18 novembre 1990  | E. W. Elst                       |
| 35092 -            | 1990 WK6                 | 21 novembre 1990  | E. W. Elst                       |
| 35093 Akicity      | 1991 EH1                 | 14 marzo 1991     | T. Seki                          |
| 35094 -            | 1991 GW2                 | 8 aprile 1991     | E. W. Elst                       |
| 35095 -            | 1991 GY3                 | 8 aprile 1991     | E. W. Elst                       |
| 35096 -            | 1991 GV4                 | 8 aprile 1991     | E. W. Elst                       |
| 35097 -            | 1991 GS5                 | 8 aprile 1991     | E. W. Elst                       |
| 35098 -            | 1991 GB7                 | 8 aprile 1991     | E. W. Elst                       |
| 35099 -            | 1991 GY7                 | 8 aprile 1991     | E. W. Elst                       |
| 35100 -            | 1991 NK                  | 8 luglio 1991     | E. F. Helin                      |

## 35101-35200
| Nome           | Designazione provvisoria | Data di scoperta  | Scopritore               |
| -------------- | ------------------------ | ----------------- | ------------------------ |
| 35101 -        | 1991 PL16                | 7 agosto 1991     | H. E. Holt               |
| 35102 -        | 1991 RT                  | 4 settembre 1991  | E. F. Helin              |
| 35103 -        | 1991 RZ14                | 15 settembre 1991 | H. E. Holt               |
| 35104 -        | 1991 RP17                | 11 settembre 1991 | H. E. Holt               |
| 35105 -        | 1991 RP23                | 15 settembre 1991 | H. E. Holt               |
| 35106 -        | 1991 TE11                | 11 ottobre 1991   | Spacewatch               |
| 35107 -        | 1991 VH                  | 9 novembre 1991   | R. H. McNaught           |
| 35108 -        | 1991 VZ7                 | 3 novembre 1991   | Spacewatch               |
| 35109 -        | 1991 XM                  | 4 dicembre 1991   | S. Ueda, H. Kaneda       |
| 35110 -        | 1992 BJ2                 | 30 gennaio 1992   | E. W. Elst               |
| 35111 -        | 1992 BH4                 | 29 gennaio 1992   | Spacewatch               |
| 35112 -        | 1992 BT5                 | 30 gennaio 1992   | E. W. Elst               |
| 35113 -        | 1992 CR2                 | 2 febbraio 1992   | E. W. Elst               |
| 35114 -        | 1992 DC7                 | 29 febbraio 1992  | UESAC                    |
| 35115 -        | 1992 DN8                 | 29 febbraio 1992  | UESAC                    |
| 35116 -        | 1992 DV8                 | 29 febbraio 1992  | UESAC                    |
| 35117 -        | 1992 DN9                 | 29 febbraio 1992  | UESAC                    |
| 35118 -        | 1992 EV5                 | 2 marzo 1992      | UESAC                    |
| 35119 -        | 1992 EY6                 | 1 marzo 1992      | UESAC                    |
| 35120 -        | 1992 EN7                 | 1 marzo 1992      | UESAC                    |
| 35121 -        | 1992 EP8                 | 2 marzo 1992      | UESAC                    |
| 35122 -        | 1992 ET15                | 1 marzo 1992      | UESAC                    |
| 35123 -        | 1992 EB17                | 1 marzo 1992      | UESAC                    |
| 35124 -        | 1992 EU21                | 1 marzo 1992      | UESAC                    |
| 35125 -        | 1992 ED22                | 1 marzo 1992      | UESAC                    |
| 35126 -        | 1992 EM25                | 6 marzo 1992      | UESAC                    |
| 35127 -        | 1992 EQ26                | 2 marzo 1992      | UESAC                    |
| 35128 -        | 1992 EG27                | 2 marzo 1992      | UESAC                    |
| 35129 -        | 1992 EZ29                | 3 marzo 1992      | UESAC                    |
| 35130 -        | 1992 LQ                  | 3 giugno 1992     | G. J. Leonard            |
| 35131 -        | 1992 PE2                 | 2 agosto 1992     | H. E. Holt               |
| 35132 -        | 1992 PY3                 | 2 agosto 1992     | H. E. Holt               |
| 35133 -        | 1992 QX                  | 29 agosto 1992    | E. F. Helin              |
| 35134 -        | 1992 RE                  | 4 settembre 1992  | R. H. McNaught           |
| 35135 -        | 1992 RO1                 | 1 settembre 1992  | E. F. Helin              |
| 35136 -        | 1992 RU1                 | 2 settembre 1992  | E. W. Elst               |
| 35137 Meudon   | 1992 RT4                 | 2 settembre 1992  | E. W. Elst               |
| 35138 -        | 1992 RV5                 | 2 settembre 1992  | E. W. Elst               |
| 35139 -        | 1992 RP7                 | 2 settembre 1992  | E. W. Elst               |
| 35140 -        | 1992 RQ7                 | 2 settembre 1992  | E. W. Elst               |
| 35141 -        | 1992 SH1                 | 23 settembre 1992 | K. Endate, K. Watanabe   |
| 35142 -        | 1992 ST7                 | 26 settembre 1992 | Spacewatch               |
| 35143 -        | 1992 UF1                 | 19 ottobre 1992   | M. Yanai, K. Watanabe    |
| 35144 -        | 1992 YE1                 | 18 dicembre 1992  | E. W. Elst               |
| 35145 -        | 1993 AM                  | 13 gennaio 1993   | S. Ueda, H. Kaneda       |
| 35146 -        | 1993 FC9                 | 17 marzo 1993     | UESAC                    |
| 35147 -        | 1993 FD9                 | 17 marzo 1993     | UESAC                    |
| 35148 -        | 1993 FX15                | 17 marzo 1993     | UESAC                    |
| 35149 -        | 1993 FG33                | 19 marzo 1993     | UESAC                    |
| 35150 -        | 1993 FR41                | 19 marzo 1993     | UESAC                    |
| 35151 -        | 1993 FQ50                | 19 marzo 1993     | UESAC                    |
| 35152 -        | 1993 FG51                | 19 marzo 1993     | UESAC                    |
| 35153 -        | 1993 FU52                | 17 marzo 1993     | UESAC                    |
| 35154 -        | 1993 FF53                | 17 marzo 1993     | UESAC                    |
| 35155 -        | 1993 FU58                | 19 marzo 1993     | UESAC                    |
| 35156 -        | 1993 FH59                | 19 marzo 1993     | UESAC                    |
| 35157 -        | 1993 FQ73                | 21 marzo 1993     | UESAC                    |
| 35158 -        | 1993 FL82                | 19 marzo 1993     | UESAC                    |
| 35159 -        | 1993 LH1                 | 13 giugno 1993    | R. H. McNaught           |
| 35160 -        | 1993 NY                  | 12 luglio 1993    | E. W. Elst               |
| 35161 -        | 1993 OW                  | 16 luglio 1993    | E. F. Helin              |
| 35162 -        | 1993 OE2                 | 20 luglio 1993    | E. W. Elst               |
| 35163 -        | 1993 OD5                 | 20 luglio 1993    | E. W. Elst               |
| 35164 -        | 1993 PZ8                 | 14 agosto 1993    | E. W. Elst               |
| 35165 Québec   | 1993 QF1                 | 16 agosto 1993    | E. W. Elst               |
| 35166 -        | 1993 QD8                 | 20 agosto 1993    | E. W. Elst               |
| 35167 -        | 1993 RX13                | 14 settembre 1993 | H. Debehogne, E. W. Elst |
| 35168 -        | 1993 RS14                | 15 settembre 1993 | E. W. Elst               |
| 35169 -        | 1993 SP2                 | 19 settembre 1993 | K. Endate, K. Watanabe   |
| 35170 -        | 1993 TM                  | 8 ottobre 1993    | K. Endate, K. Watanabe   |
| 35171 -        | 1993 TF1                 | 15 ottobre 1993   | K. Endate, K. Watanabe   |
| 35172 -        | 1993 TA3                 | 11 ottobre 1993   | K. Endate, K. Watanabe   |
| 35173 -        | 1993 TP9                 | 12 ottobre 1993   | Spacewatch               |
| 35174 -        | 1993 TV13                | 9 ottobre 1993    | E. W. Elst               |
| 35175 -        | 1993 TJ21                | 10 ottobre 1993   | H. E. Holt               |
| 35176 -        | 1993 TK21                | 10 ottobre 1993   | H. E. Holt               |
| 35177 -        | 1993 TP22                | 9 ottobre 1993    | E. W. Elst               |
| 35178 -        | 1993 TQ27                | 9 ottobre 1993    | E. W. Elst               |
| 35179 -        | 1993 TK28                | 9 ottobre 1993    | E. W. Elst               |
| 35180 -        | 1993 TC38                | 9 ottobre 1993    | E. W. Elst               |
| 35181 -        | 1993 TO38                | 9 ottobre 1993    | E. W. Elst               |
| 35182 -        | 1993 US1                 | 20 ottobre 1993   | Spacewatch               |
| 35183 -        | 1993 UY2                 | 20 ottobre 1993   | R. H. McNaught           |
| 35184 -        | 1993 UW3                 | 20 ottobre 1993   | E. W. Elst               |
| 35185 -        | 1993 VS                  | 14 novembre 1993  | T. Kobayashi             |
| 35186 -        | 1993 VV1                 | 11 novembre 1993  | S. Ueda, H. Kaneda       |
| 35187 -        | 1993 VW1                 | 11 novembre 1993  | S. Ueda, H. Kaneda       |
| 35188 -        | 1993 VP3                 | 11 novembre 1993  | S. Ueda, H. Kaneda       |
| 35189 -        | 1994 AE                  | 2 gennaio 1994    | T. Kobayashi             |
| 35190 -        | 1994 AW                  | 4 gennaio 1994    | T. Kobayashi             |
| 35191 -        | 1994 CE3                 | 10 febbraio 1994  | Spacewatch               |
| 35192 -        | 1994 CG6                 | 12 febbraio 1994  | Spacewatch               |
| 35193 -        | 1994 CG14                | 8 febbraio 1994   | E. W. Elst               |
| 35194 -        | 1994 ET3                 | 10 marzo 1994     | E. F. Helin              |
| 35195 -        | 1994 JD4                 | 3 maggio 1994     | Spacewatch               |
| 35196 -        | 1994 JC8                 | 11 maggio 1994    | Spacewatch               |
| 35197 Longmire | 1994 LH                  | 7 giugno 1994     | Farra d'Isonzo           |
| 35198 -        | 1994 PM1                 | 9 agosto 1994     | R. H. McNaught           |
| 35199 -        | 1994 PE3                 | 10 agosto 1994    | E. W. Elst               |
| 35200 -        | 1994 PX4                 | 10 agosto 1994    | E. W. Elst               |

## 35201-35300
| Nome               | Designazione provvisoria | Data di scoperta  | Scopritore                           |
| ------------------ | ------------------------ | ----------------- | ------------------------------------ |
| 35201 -            | 1994 PW6                 | 10 agosto 1994    | E. W. Elst                           |
| 35202 -            | 1994 PH8                 | 10 agosto 1994    | E. W. Elst                           |
| 35203 -            | 1994 PF15                | 10 agosto 1994    | E. W. Elst                           |
| 35204 -            | 1994 PV15                | 10 agosto 1994    | E. W. Elst                           |
| 35205 -            | 1994 PS17                | 10 agosto 1994    | E. W. Elst                           |
| 35206 -            | 1994 PO27                | 12 agosto 1994    | E. W. Elst                           |
| 35207 -            | 1994 PN36                | 10 agosto 1994    | E. W. Elst                           |
| 35208 -            | 1994 PB38                | 10 agosto 1994    | E. W. Elst                           |
| 35209 -            | 1994 PJ38                | 10 agosto 1994    | E. W. Elst                           |
| 35210 -            | 1994 PR39                | 10 agosto 1994    | E. W. Elst                           |
| 35211 -            | 1994 RR2                 | 2 settembre 1994  | Spacewatch                           |
| 35212 -            | 1994 RP18                | 3 settembre 1994  | E. W. Elst                           |
| 35213 -            | 1994 RF25                | 12 settembre 1994 | Beijing Schmidt CCD Asteroid Program |
| 35214 -            | 1994 SC5                 | 28 settembre 1994 | Spacewatch                           |
| 35215 -            | 1994 SH9                 | 28 settembre 1994 | Spacewatch                           |
| 35216 -            | 1994 UH3                 | 26 ottobre 1994   | Spacewatch                           |
| 35217 -            | 1994 VK1                 | 4 novembre 1994   | T. Kobayashi                         |
| 35218 -            | 1994 WU2                 | 30 novembre 1994  | T. Kobayashi                         |
| 35219 -            | 1994 WY2                 | 30 novembre 1994  | T. Kobayashi                         |
| 35220 -            | 1994 WU7                 | 28 novembre 1994  | Spacewatch                           |
| 35221 -            | 1994 XK1                 | 7 dicembre 1994   | T. Kobayashi                         |
| 35222 Delbarrio    | 1994 XD6                 | 4 dicembre 1994   | Cima Ekar                            |
| 35223 -            | 1995 BR                  | 23 gennaio 1995   | T. Kobayashi                         |
| 35224 -            | 1995 BN1                 | 25 gennaio 1995   | T. Kobayashi                         |
| 35225 -            | 1995 DX8                 | 24 febbraio 1995  | Spacewatch                           |
| 35226 -            | 1995 FT4                 | 23 marzo 1995     | Spacewatch                           |
| 35227 -            | 1995 FR5                 | 23 marzo 1995     | Spacewatch                           |
| 35228 -            | 1995 FB14                | 27 marzo 1995     | Spacewatch                           |
| 35229 Benckert     | 1995 FY20                | 24 marzo 1995     | F. Börngen                           |
| 35230 -            | 1995 GW                  | 7 aprile 1995     | T. Kobayashi                         |
| 35231 -            | 1995 GH7                 | 4 aprile 1995     | K. Endate, K. Watanabe               |
| 35232 -            | 1995 GS7                 | 4 aprile 1995     | Beijing Schmidt CCD Asteroid Program |
| 35233 Krčín        | 1995 KJ                  | 26 maggio 1995    | J. Tichá, M. Tichý                   |
| 35234 -            | 1995 NH                  | 1 luglio 1995     | Spacewatch                           |
| 35235 -            | 1995 OZ14                | 25 luglio 1995    | Spacewatch                           |
| 35236 -            | 1995 PC1                 | 2 agosto 1995     | Spacewatch                           |
| 35237 Matzner      | 1995 QP                  | 23 agosto 1995    | L. Šarounová                         |
| 35238 -            | 1995 QR1                 | 20 agosto 1995    | Beijing Schmidt CCD Asteroid Program |
| 35239 Ottoseydl    | 1995 SH2                 | 25 settembre 1995 | M. Tichý, Z. Moravec                 |
| 35240 -            | 1995 SY5                 | 17 settembre 1995 | Spacewatch                           |
| 35241 -            | 1995 SD41                | 25 settembre 1995 | Spacewatch                           |
| 35242 -            | 1995 SJ52                | 29 settembre 1995 | Spacewatch                           |
| 35243 -            | 1995 TZ1                 | 14 ottobre 1995   | Beijing Schmidt CCD Asteroid Program |
| 35244 -            | 1995 TX7                 | 15 ottobre 1995   | Spacewatch                           |
| 35245 -            | 1995 UW12                | 17 ottobre 1995   | Spacewatch                           |
| 35246 -            | 1995 UQ15                | 17 ottobre 1995   | Spacewatch                           |
| 35247 -            | 1995 UZ20                | 19 ottobre 1995   | Spacewatch                           |
| 35248 -            | 1995 UR53                | 21 ottobre 1995   | Spacewatch                           |
| 35249 -            | 1995 WQ3                 | 21 novembre 1995  | Farra d'Isonzo                       |
| 35250 -            | 1995 WB28                | 19 novembre 1995  | Spacewatch                           |
| 35251 -            | 1995 YE5                 | 16 dicembre 1995  | Spacewatch                           |
| 35252 -            | 1995 YJ14                | 20 dicembre 1995  | Spacewatch                           |
| 35253 -            | 1996 AB7                 | 12 gennaio 1996   | Spacewatch                           |
| 35254 -            | 1996 BW2                 | 26 gennaio 1996   | F. Uto                               |
| 35255 -            | 1996 BS8                 | 19 gennaio 1996   | Spacewatch                           |
| 35256 -            | 1996 DT1                 | 23 febbraio 1996  | Višnjan Observatory                  |
| 35257 -            | 1996 HM14                | 17 aprile 1996    | E. W. Elst                           |
| 35258 -            | 1996 HN23                | 20 aprile 1996    | E. W. Elst                           |
| 35259 -            | 1996 HN24                | 20 aprile 1996    | E. W. Elst                           |
| 35260 -            | 1996 HA25                | 20 aprile 1996    | E. W. Elst                           |
| 35261 -            | 1996 JX5                 | 11 maggio 1996    | Spacewatch                           |
| 35262 -            | 1996 NA2                 | 15 luglio 1996    | NEAT                                 |
| 35263 -            | 1996 NH3                 | 14 luglio 1996    | E. W. Elst                           |
| 35264 -            | 1996 NM5                 | 14 luglio 1996    | E. W. Elst                           |
| 35265 Takeosaitou  | 1996 NS5                 | 12 luglio 1996    | T. Okuni                             |
| 35266 -            | 1996 PC4                 | 9 agosto 1996     | NEAT                                 |
| 35267 -            | 1996 PO7                 | 8 agosto 1996     | E. W. Elst                           |
| 35268 Panoramix    | 1996 QY                  | 19 agosto 1996    | M. Tichý                             |
| 35269 Idéfix       | 1996 QC1                 | 21 agosto 1996    | J. Tichá, M. Tichý                   |
| 35270 Molinari     | 1996 RL                  | 7 settembre 1996  | V. Giuliani, P. Chiavenna            |
| 35271 -            | 1996 RR3                 | 13 settembre 1996 | NEAT                                 |
| (35272) 1996 RH10  | 1996 RH10                | 7 settembre 1996  | Spacewatch                           |
| 35273 -            | 1996 RF11                | 8 settembre 1996  | Spacewatch                           |
| 35274 Kenziarino   | 1996 RF24                | 7 settembre 1996  | T. Okuni                             |
| 35275 -            | 1996 RB25                | 11 settembre 1996 | Spacewatch                           |
| (35276) 1996 RS25  | 1996 RS25                | 13 settembre 1996 | NEAT                                 |
| (35277) 1996 RV27  | 1996 RV27                | 10 settembre 1996 | Uppsala-DLR Trojan Survey            |
| 35278 -            | 1996 SM                  | 16 settembre 1996 | P. G. Comba                          |
| 35279 -            | 1996 SR                  | 20 settembre 1996 | G. R. Viscome                        |
| 35280 -            | 1996 SQ1                 | 17 settembre 1996 | Spacewatch                           |
| 35281 -            | 1996 SD6                 | 18 settembre 1996 | Beijing Schmidt CCD Asteroid Program |
| 35282 -            | 1996 SC7                 | 21 settembre 1996 | Beijing Schmidt CCD Asteroid Program |
| 35283 Bradtimerson | 1996 TB1                 | 5 ottobre 1996    | G. R. Viscome                        |
| 35284 -            | 1996 TM3                 | 5 ottobre 1996    | R. G. Sandness                       |
| 35285 -            | 1996 TR5                 | 6 ottobre 1996    | C. W. Hergenrother                   |
| 35286 Takaoakihiro | 1996 TP9                 | 14 ottobre 1996   | H. Abe                               |
| 35287 -            | 1996 TA18                | 4 ottobre 1996    | Spacewatch                           |
| 35288 -            | 1996 TL19                | 4 ottobre 1996    | Spacewatch                           |
| 35289 -            | 1996 TL40                | 8 ottobre 1996    | E. W. Elst                           |
| 35290 -            | 1996 TE42                | 8 ottobre 1996    | E. W. Elst                           |
| 35291 -            | 1996 TN46                | 10 ottobre 1996   | Spacewatch                           |
| 35292 -            | 1996 TE47                | 11 ottobre 1996   | Spacewatch                           |
| 35293 -            | 1996 TC54                | 5 ottobre 1996    | E. W. Elst                           |
| 35294 -            | 1996 UG4                 | 29 ottobre 1996   | Beijing Schmidt CCD Asteroid Program |
| 35295 Omo          | 1996 VM                  | 1 novembre 1996   | V. S. Casulli                        |
| 35296 -            | 1996 VY1                 | 1 novembre 1996   | Beijing Schmidt CCD Asteroid Program |
| 35297 -            | 1996 VS3                 | 2 novembre 1996   | Beijing Schmidt CCD Asteroid Program |
| 35298 -            | 1996 VH5                 | 3 novembre 1996   | K. Endate, K. Watanabe               |
| 35299 -            | 1996 VK8                 | 7 novembre 1996   | K. Endate, K. Watanabe               |
| 35300 -            | 1996 VQ18                | 6 novembre 1996   | Spacewatch                           |

## 35301-35400
| Nome                   | Designazione provvisoria | Data di scoperta  | Scopritore                           |
| ---------------------- | ------------------------ | ----------------- | ------------------------------------ |
| 35301 -                | 1996 XE                  | 1 dicembre 1996   | T. Urata                             |
| 35302 -                | 1996 XD6                 | 7 dicembre 1996   | T. Kobayashi                         |
| 35303 -                | 1996 XR6                 | 1 dicembre 1996   | Spacewatch                           |
| 35304 -                | 1996 XY11                | 4 dicembre 1996   | Spacewatch                           |
| 35305 -                | 1996 XB12                | 4 dicembre 1996   | Spacewatch                           |
| 35306 -                | 1996 XQ17                | 5 dicembre 1996   | Spacewatch                           |
| 35307 -                | 1996 XG20                | 4 dicembre 1996   | Spacewatch                           |
| 35308 -                | 1996 XJ20                | 4 dicembre 1996   | Spacewatch                           |
| 35309 -                | 1996 YF3                 | 24 dicembre 1996  | Beijing Schmidt CCD Asteroid Program |
| 35310 -                | 1997 AX1                 | 3 gennaio 1997    | T. Kobayashi                         |
| 35311 -                | 1997 AE2                 | 3 gennaio 1997    | T. Kobayashi                         |
| 35312 -                | 1997 AX2                 | 4 gennaio 1997    | T. Kobayashi                         |
| 35313 Hangtianyuan     | 1997 AC6                 | 2 gennaio 1997    | Beijing Schmidt CCD Asteroid Program |
| 35314 -                | 1997 AW8                 | 2 gennaio 1997    | Spacewatch                           |
| 35315 -                | 1997 AX9                 | 3 gennaio 1997    | Spacewatch                           |
| 35316 Monella          | 1997 AW13                | 11 gennaio 1997   | P. Sicoli, M. Cavagna                |
| 35317 -                | 1997 AQ23                | 14 gennaio 1997   | Beijing Schmidt CCD Asteroid Program |
| 35318 -                | 1997 BD1                 | 25 gennaio 1997   | Beijing Schmidt CCD Asteroid Program |
| 35319 -                | 1997 BU4                 | 31 gennaio 1997   | Spacewatch                           |
| 35320 -                | 1997 BR8                 | 30 gennaio 1997   | H. Mikuž                             |
| 35321 -                | 1997 CU9                 | 1 febbraio 1997   | Spacewatch                           |
| 35322 -                | 1997 CX16                | 6 febbraio 1997   | N. Sato                              |
| 35323 -                | 1997 CD26                | 13 febbraio 1997  | T. Urata                             |
| 35324 Orlandi          | 1997 ET7                 | 7 marzo 1997      | Osservatorio San Vittore             |
| 35325 Claudiaguarnieri | 1997 EU7                 | 7 marzo 1997      | Osservatorio San Vittore             |
| 35326 Lucastrabla      | 1997 EV7                 | 7 marzo 1997      | Osservatorio San Vittore             |
| 35327 -                | 1997 EP13                | 3 marzo 1997      | Spacewatch                           |
| 35328 -                | 1997 EH15                | 4 marzo 1997      | Spacewatch                           |
| 35329 -                | 1997 EG34                | 4 marzo 1997      | LINEAR                               |
| 35330 -                | 1997 EN35                | 4 marzo 1997      | LINEAR                               |
| 35331 -                | 1997 EO47                | 12 marzo 1997     | E. W. Elst                           |
| 35332 -                | 1997 EY52                | 8 marzo 1997      | E. W. Elst                           |
| 35333 -                | 1997 EW55                | 10 marzo 1997     | E. W. Elst                           |
| 35334 Yarkovsky        | 1997 FO1                 | 31 marzo 1997     | P. Sicoli, F. Manca                  |
| 35335 -                | 1997 FU1                 | 30 marzo 1997     | Spacewatch                           |
| 35336 -                | 1997 FO2                 | 31 marzo 1997     | LINEAR                               |
| 35337 -                | 1997 FB3                 | 31 marzo 1997     | LINEAR                               |
| 35338 -                | 1997 GD7                 | 2 aprile 1997     | LINEAR                               |
| 35339 -                | 1997 GS16                | 3 aprile 1997     | LINEAR                               |
| 35340 -                | 1997 GV18                | 3 aprile 1997     | LINEAR                               |
| 35341 -                | 1997 GT22                | 6 aprile 1997     | LINEAR                               |
| 35342 -                | 1997 GZ24                | 7 aprile 1997     | M. T. Chamberlin                     |
| 35343 -                | 1997 GV36                | 3 aprile 1997     | K. Endate, K. Watanabe               |
| 35344 -                | 1997 HX6                 | 30 aprile 1997    | LINEAR                               |
| 35345 -                | 1997 HY6                 | 30 aprile 1997    | LINEAR                               |
| 35346 Ivanoferri       | 1997 JX                  | 1 maggio 1997     | Osservatorio San Vittore             |
| 35347 Tallinn          | 1997 JN12                | 3 maggio 1997     | E. W. Elst                           |
| 35348 -                | 1997 JO18                | 8 maggio 1997     | T. Handley                           |
| 35349 -                | 1997 LY12                | 7 giugno 1997     | E. W. Elst                           |
| 35350 Lespaul          | 1997 LP14                | 8 giugno 1997     | E. W. Elst                           |
| 35351 -                | 1997 MP3                 | 28 giugno 1997    | LINEAR                               |
| 35352 Texas            | 1997 PD2                 | 7 agosto 1997     | Needville                            |
| 35353 Naďapravcová     | 1997 RW9                 | 8 settembre 1997  | P. Pravec                            |
| 35354 -                | 1997 SP1                 | 22 settembre 1997 | Farra d'Isonzo                       |
| 35355 Honzík           | 1997 SB2                 | 23 settembre 1997 | P. Pravec                            |
| 35356 Vondrák          | 1997 SL3                 | 25 settembre 1997 | P. Pravec, L. Šarounová              |
| 35357 Haraldlesch      | 1997 SX9                 | 28 settembre 1997 | Starkenburg                          |
| 35358 Lorifini         | 1997 SL17                | 27 settembre 1997 | L. Tesi, M. Tombelli                 |
| 35359 -                | 1997 SO33                | 26 settembre 1997 | Beijing Schmidt CCD Asteroid Program |
| 35360 -                | 1997 TY11                | 7 ottobre 1997    | Beijing Schmidt CCD Asteroid Program |
| 35361 -                | 1997 TH26                | 11 ottobre 1997   | Beijing Schmidt CCD Asteroid Program |
| 35362 -                | 1997 TZ26                | 7 ottobre 1997    | Beijing Schmidt CCD Asteroid Program |
| 35363 -                | 1997 TV28                | 6 ottobre 1997    | Uppsala-DLR Trojan Survey            |
| 35364 Donaldpray       | 1997 UT                  | 21 ottobre 1997   | P. Pravec                            |
| 35365 Cooney           | 1997 UU                  | 21 ottobre 1997   | P. Pravec                            |
| 35366 Kaifeng          | 1997 UP4                 | 18 ottobre 1997   | Beijing Schmidt CCD Asteroid Program |
| 35367 Dobrédílo        | 1997 UW7                 | 28 ottobre 1997   | L. Šarounová                         |
| 35368 -                | 1997 UB8                 | 28 ottobre 1997   | NEAT                                 |
| 35369 -                | 1997 UJ11                | 29 ottobre 1997   | NEAT                                 |
| 35370 Daisakyu         | 1997 UF21                | 29 ottobre 1997   | Saji                                 |
| 35371 Yokonozaki       | 1997 UZ21                | 25 ottobre 1997   | M. Hirasawa, S. Suzuki               |
| 35372 -                | 1997 UN24                | 28 ottobre 1997   | Beijing Schmidt CCD Asteroid Program |
| 35373 -                | 1997 UT25                | 25 ottobre 1997   | Uppsala-DLR Trojan Survey            |
| 35374 -                | 1997 VK                  | 1 novembre 1997   | P. G. Comba                          |
| 35375 -                | 1997 VP1                 | 1 novembre 1997   | S. Ueda, H. Kaneda                   |
| 35376 -                | 1997 VJ5                 | 8 novembre 1997   | T. Kobayashi                         |
| 35377 -                | 1997 WN2                 | 23 novembre 1997  | T. Kobayashi                         |
| 35378 -                | 1997 WN12                | 23 novembre 1997  | Spacewatch                           |
| 35379 -                | 1997 WS20                | 25 novembre 1997  | Spacewatch                           |
| 35380 -                | 1997 WJ21                | 30 novembre 1997  | T. Kobayashi                         |
| 35381 -                | 1997 WH31                | 29 novembre 1997  | LINEAR                               |
| 35382 -                | 1997 WJ36                | 29 novembre 1997  | LINEAR                               |
| 35383 -                | 1997 WU36                | 29 novembre 1997  | LINEAR                               |
| 35384 -                | 1997 WK37                | 29 novembre 1997  | LINEAR                               |
| 35385 -                | 1997 WL37                | 29 novembre 1997  | LINEAR                               |
| 35386 -                | 1997 WM43                | 29 novembre 1997  | LINEAR                               |
| 35387 -                | 1997 WY44                | 29 novembre 1997  | LINEAR                               |
| 35388 -                | 1997 WY56                | 25 novembre 1997  | Spacewatch                           |
| 35389 -                | 1997 XO                  | 3 dicembre 1997   | T. Kobayashi                         |
| 35390 -                | 1997 XW                  | 3 dicembre 1997   | T. Kobayashi                         |
| 35391 Uzan             | 1997 XN3                 | 3 dicembre 1997   | ODAS                                 |
| 35392 -                | 1997 XD5                 | 6 dicembre 1997   | ODAS                                 |
| 35393 -                | 1997 XJ5                 | 2 dicembre 1997   | Y. Shimizu, T. Urata                 |
| 35394 Countbasie       | 1997 XD9                 | 7 dicembre 1997   | ODAS                                 |
| 35395 -                | 1997 XM10                | 4 dicembre 1997   | T. Kagawa, T. Urata                  |
| 35396 -                | 1997 XF11                | 6 dicembre 1997   | Spacewatch                           |
| 35397 -                | 1997 YJ                  | 18 dicembre 1997  | T. Kobayashi                         |
| 35398 -                | 1997 YR                  | 20 dicembre 1997  | T. Kobayashi                         |
| 35399 -                | 1997 YQ1                 | 20 dicembre 1997  | Beijing Schmidt CCD Asteroid Program |
| 35400 -                | 1997 YU2                 | 21 dicembre 1997  | N. Sato                              |

## 35401-35500
| Nome                   | Designazione provvisoria | Data di scoperta | Scopritore                           |
| ---------------------- | ------------------------ | ---------------- | ------------------------------------ |
| 35401 -                | 1997 YW2                 | 21 dicembre 1997 | N. Sato                              |
| 35402 -                | 1997 YK3                 | 17 dicembre 1997 | Beijing Schmidt CCD Asteroid Program |
| 35403 Latimer          | 1997 YW4                 | 22 dicembre 1997 | Needville, C. Gustava, K. Rivich     |
| 35404 -                | 1997 YV5                 | 25 dicembre 1997 | T. Kobayashi                         |
| 35405 -                | 1997 YU7                 | 21 dicembre 1997 | Spacewatch                           |
| 35406 -                | 1997 YH8                 | 28 dicembre 1997 | NEAT                                 |
| 35407 -                | 1997 YF11                | 28 dicembre 1997 | NEAT                                 |
| 35408 -                | 1997 YS13                | 31 dicembre 1997 | T. Kobayashi                         |
| 35409 -                | 1997 YT13                | 31 dicembre 1997 | T. Kobayashi                         |
| 35410 -                | 1997 YC15                | 28 dicembre 1997 | Spacewatch                           |
| 35411 -                | 1997 YX16                | 29 dicembre 1997 | Beijing Schmidt CCD Asteroid Program |
| 35412 -                | 1997 YN17                | 31 dicembre 1997 | Spacewatch                           |
| 35413 -                | 1998 AS                  | 5 gennaio 1998   | T. Kobayashi                         |
| 35414 -                | 1998 AC3                 | 3 gennaio 1998   | Beijing Schmidt CCD Asteroid Program |
| 35415 -                | 1998 AD3                 | 3 gennaio 1998   | Beijing Schmidt CCD Asteroid Program |
| 35416 -                | 1998 AC4                 | 2 gennaio 1998   | Spacewatch                           |
| 35417 -                | 1998 AT4                 | 6 gennaio 1998   | Spacewatch                           |
| 35418 -                | 1998 AP5                 | 8 gennaio 1998   | ODAS                                 |
| 35419 Beckysmethurst   | 1998 AC6                 | 8 gennaio 1998   | ODAS                                 |
| 35420 -                | 1998 AG6                 | 8 gennaio 1998   | ODAS                                 |
| 35421 -                | 1998 AO6                 | 4 gennaio 1998   | Beijing Schmidt CCD Asteroid Program |
| 35422 -                | 1998 AF7                 | 5 gennaio 1998   | Beijing Schmidt CCD Asteroid Program |
| 35423 -                | 1998 AL7                 | 6 gennaio 1998   | T. Kobayashi                         |
| 35424 -                | 1998 BK                  | 18 gennaio 1998  | T. Kobayashi                         |
| 35425 -                | 1998 BY                  | 19 gennaio 1998  | T. Kobayashi                         |
| 35426 -                | 1998 BN1                 | 19 gennaio 1998  | T. Kobayashi                         |
| 35427 Chelseawang      | 1998 BJ2                 | 20 gennaio 1998  | LINEAR                               |
| 35428 -                | 1998 BS2                 | 19 gennaio 1998  | Y. Shimizu, T. Urata                 |
| 35429 Bochartdesaron   | 1998 BW4                 | 18 gennaio 1998  | ODAS                                 |
| 35430 -                | 1998 BT6                 | 24 gennaio 1998  | T. Kobayashi                         |
| 35431 -                | 1998 BY6                 | 24 gennaio 1998  | T. Kobayashi                         |
| 35432 -                | 1998 BG9                 | 24 gennaio 1998  | NEAT                                 |
| 35433 -                | 1998 BP9                 | 22 gennaio 1998  | Spacewatch                           |
| 35434 -                | 1998 BF13                | 24 gennaio 1998  | LINEAR                               |
| 35435 Erikayang        | 1998 BL13                | 24 gennaio 1998  | LINEAR                               |
| 35436 -                | 1998 BU15                | 24 gennaio 1998  | NEAT                                 |
| 35437 -                | 1998 BN19                | 18 gennaio 1998  | Spacewatch                           |
| 35438 -                | 1998 BZ22                | 23 gennaio 1998  | Spacewatch                           |
| 35439 -                | 1998 BK25                | 28 gennaio 1998  | T. Kobayashi                         |
| 35440 -                | 1998 BG30                | 29 gennaio 1998  | P. G. Comba                          |
| 35441 Kyoko            | 1998 BH33                | 31 gennaio 1998  | M. Akiyama                           |
| 35442 -                | 1998 BR33                | 31 gennaio 1998  | T. Kobayashi                         |
| 35443 -                | 1998 BG42                | 20 gennaio 1998  | Beijing Schmidt CCD Asteroid Program |
| 35444 Giuliamarconcini | 1998 BU43                | 25 gennaio 1998  | U. Munari, M. Tombelli               |
| 35445 -                | 1998 CY                  | 5 febbraio 1998  | M. Tichý, Z. Moravec                 |
| 35446 Stáňa            | 1998 CK1                 | 6 febbraio 1998  | J. Tichá, M. Tichý                   |
| 35447 -                | 1998 CW2                 | 6 febbraio 1998  | E. W. Elst                           |
| 35448 -                | 1998 CX2                 | 6 febbraio 1998  | E. W. Elst                           |
| 35449 -                | 1998 CR3                 | 6 febbraio 1998  | E. W. Elst                           |
| 35450 -                | 1998 CV4                 | 6 febbraio 1998  | E. W. Elst                           |
| 35451 -                | 1998 CW4                 | 6 febbraio 1998  | E. W. Elst                           |
| 35452 -                | 1998 DF10                | 22 febbraio 1998 | NEAT                                 |
| 35453 -                | 1998 DE13                | 22 febbraio 1998 | NEAT                                 |
| 35454 -                | 1998 DE14                | 27 febbraio 1998 | ODAS                                 |
| 35455 -                | 1998 DN14                | 22 febbraio 1998 | NEAT                                 |
| 35456 -                | 1998 DF15                | 22 febbraio 1998 | NEAT                                 |
| 35457 -                | 1998 DN15                | 22 febbraio 1998 | NEAT                                 |
| 35458 -                | 1998 DU15                | 23 febbraio 1998 | NEAT                                 |
| 35459 Klaurieger       | 1998 DG20                | 27 febbraio 1998 | L. Šarounová                         |
| 35460 -                | 1998 DU20                | 26 febbraio 1998 | Beijing Schmidt CCD Asteroid Program |
| 35461 Mazzucato        | 1998 DM23                | 26 febbraio 1998 | L. Tesi, A. Boattini                 |
| 35462 Maramkaire       | 1998 DW23                | 27 febbraio 1998 | ODAS                                 |
| 35463 -                | 1998 DJ32                | 22 febbraio 1998 | Beijing Schmidt CCD Asteroid Program |
| 35464 Elisaconsigli    | 1998 DC33                | 27 febbraio 1998 | G. Forti, M. Tombelli                |
| 35465 Emilianoricci    | 1998 DF33                | 27 febbraio 1998 | U. Munari, M. Tombelli               |
| 35466 -                | 1998 DO34                | 27 febbraio 1998 | E. W. Elst                           |
| 35467 -                | 1998 ED                  | 1 marzo 1998     | T. Kobayashi                         |
| 35468 -                | 1998 EW2                 | 2 marzo 1998     | ODAS                                 |
| 35469 -                | 1998 ED3                 | 2 marzo 1998     | P. G. Comba                          |
| 35470 -                | 1998 EC8                 | 2 marzo 1998     | Beijing Schmidt CCD Asteroid Program |
| 35471 -                | 1998 ED8                 | 2 marzo 1998     | Beijing Schmidt CCD Asteroid Program |
| 35472 -                | 1998 EJ8                 | 2 marzo 1998     | Beijing Schmidt CCD Asteroid Program |
| 35473 -                | 1998 EZ8                 | 9 marzo 1998     | T. Pauwels                           |
| 35474 -                | 1998 EA9                 | 9 marzo 1998     | T. Pauwels                           |
| 35475 -                | 1998 EP9                 | 6 marzo 1998     | T. Kagawa                            |
| 35476 -                | 1998 EN10                | 1 marzo 1998     | E. W. Elst                           |
| 35477 -                | 1998 ER10                | 1 marzo 1998     | E. W. Elst                           |
| 35478 -                | 1998 EG11                | 1 marzo 1998     | E. W. Elst                           |
| 35479 -                | 1998 FT4                 | 23 marzo 1998    | Spacewatch                           |
| 35480 -                | 1998 FN5                 | 24 marzo 1998    | F. B. Zoltowski                      |
| 35481 -                | 1998 FA8                 | 20 marzo 1998    | Spacewatch                           |
| 35482 -                | 1998 FJ11                | 22 marzo 1998    | T. Kobayashi                         |
| 35483 -                | 1998 FQ12                | 20 marzo 1998    | Beijing Schmidt CCD Asteroid Program |
| 35484 -                | 1998 FC14                | 25 marzo 1998    | NEAT                                 |
| 35485 -                | 1998 FZ14                | 24 marzo 1998    | F. B. Zoltowski                      |
| 35486 -                | 1998 FH15                | 27 marzo 1998    | Farra d'Isonzo                       |
| 35487 -                | 1998 FK16                | 20 marzo 1998    | LINEAR                               |
| 35488 -                | 1998 FJ21                | 20 marzo 1998    | LINEAR                               |
| 35489 -                | 1998 FE22                | 20 marzo 1998    | LINEAR                               |
| 35490 -                | 1998 FD27                | 20 marzo 1998    | LINEAR                               |
| 35491 -                | 1998 FQ27                | 20 marzo 1998    | LINEAR                               |
| 35492 -                | 1998 FA29                | 20 marzo 1998    | LINEAR                               |
| 35493 -                | 1998 FG29                | 20 marzo 1998    | LINEAR                               |
| 35494 -                | 1998 FZ31                | 20 marzo 1998    | LINEAR                               |
| 35495 -                | 1998 FO32                | 20 marzo 1998    | LINEAR                               |
| 35496 -                | 1998 FC33                | 20 marzo 1998    | LINEAR                               |
| 35497 -                | 1998 FT33                | 20 marzo 1998    | LINEAR                               |
| 35498 -                | 1998 FC35                | 20 marzo 1998    | LINEAR                               |
| 35499 -                | 1998 FO35                | 20 marzo 1998    | LINEAR                               |
| 35500 -                | 1998 FP39                | 20 marzo 1998    | LINEAR                               |

## 35501-35600
| Nome                | Designazione provvisoria | Data di scoperta | Scopritore           |
| ------------------- | ------------------------ | ---------------- | -------------------- |
| 35501 -             | 1998 FM41                | 20 marzo 1998    | LINEAR               |
| 35502 -             | 1998 FP41                | 20 marzo 1998    | LINEAR               |
| 35503 -             | 1998 FT42                | 20 marzo 1998    | LINEAR               |
| 35504 -             | 1998 FF43                | 20 marzo 1998    | LINEAR               |
| 35505 -             | 1998 FS43                | 20 marzo 1998    | LINEAR               |
| 35506 -             | 1998 FU43                | 20 marzo 1998    | LINEAR               |
| 35507 -             | 1998 FY43                | 20 marzo 1998    | LINEAR               |
| 35508 -             | 1998 FC44                | 20 marzo 1998    | LINEAR               |
| 35509 -             | 1998 FK44                | 20 marzo 1998    | LINEAR               |
| 35510 -             | 1998 FF47                | 20 marzo 1998    | LINEAR               |
| 35511 -             | 1998 FY48                | 20 marzo 1998    | LINEAR               |
| 35512 -             | 1998 FH53                | 20 marzo 1998    | LINEAR               |
| 35513 -             | 1998 FL53                | 20 marzo 1998    | LINEAR               |
| 35514 -             | 1998 FZ56                | 20 marzo 1998    | LINEAR               |
| 35515 -             | 1998 FK57                | 20 marzo 1998    | LINEAR               |
| 35516 -             | 1998 FU57                | 20 marzo 1998    | LINEAR               |
| 35517 -             | 1998 FV58                | 20 marzo 1998    | LINEAR               |
| 35518 -             | 1998 FU59                | 20 marzo 1998    | LINEAR               |
| 35519 -             | 1998 FJ60                | 20 marzo 1998    | LINEAR               |
| 35520 -             | 1998 FX60                | 20 marzo 1998    | LINEAR               |
| 35521 -             | 1998 FX61                | 20 marzo 1998    | LINEAR               |
| 35522 -             | 1998 FY62                | 20 marzo 1998    | LINEAR               |
| 35523 -             | 1998 FQ63                | 20 marzo 1998    | LINEAR               |
| 35524 -             | 1998 FK64                | 20 marzo 1998    | LINEAR               |
| 35525 -             | 1998 FV64                | 20 marzo 1998    | LINEAR               |
| 35526 -             | 1998 FX67                | 20 marzo 1998    | LINEAR               |
| 35527 -             | 1998 FG68                | 20 marzo 1998    | LINEAR               |
| 35528 -             | 1998 FC69                | 20 marzo 1998    | LINEAR               |
| 35529 -             | 1998 FU69                | 20 marzo 1998    | LINEAR               |
| 35530 -             | 1998 FE70                | 20 marzo 1998    | LINEAR               |
| 35531 -             | 1998 FQ70                | 20 marzo 1998    | LINEAR               |
| 35532 -             | 1998 FV71                | 20 marzo 1998    | LINEAR               |
| 35533 -             | 1998 FO72                | 20 marzo 1998    | LINEAR               |
| 35534 Clementfeller | 1998 FW73                | 20 marzo 1998    | LONEOS               |
| 35535 -             | 1998 FS77                | 24 marzo 1998    | LINEAR               |
| 35536 -             | 1998 FG78                | 24 marzo 1998    | LINEAR               |
| 35537 -             | 1998 FC79                | 24 marzo 1998    | LINEAR               |
| 35538 -             | 1998 FH80                | 24 marzo 1998    | LINEAR               |
| 35539 -             | 1998 FJ91                | 24 marzo 1998    | LINEAR               |
| 35540 -             | 1998 FE94                | 24 marzo 1998    | LINEAR               |
| 35541 -             | 1998 FS95                | 31 marzo 1998    | LINEAR               |
| 35542 -             | 1998 FS99                | 31 marzo 1998    | LINEAR               |
| 35543 -             | 1998 FU99                | 31 marzo 1998    | LINEAR               |
| 35544 -             | 1998 FT102               | 31 marzo 1998    | LINEAR               |
| 35545 -             | 1998 FQ103               | 31 marzo 1998    | LINEAR               |
| 35546 -             | 1998 FA105               | 31 marzo 1998    | LINEAR               |
| 35547 -             | 1998 FV106               | 31 marzo 1998    | LINEAR               |
| 35548 -             | 1998 FL107               | 31 marzo 1998    | LINEAR               |
| 35549 -             | 1998 FT108               | 31 marzo 1998    | LINEAR               |
| 35550 -             | 1998 FD109               | 31 marzo 1998    | LINEAR               |
| 35551 -             | 1998 FA114               | 31 marzo 1998    | LINEAR               |
| 35552 -             | 1998 FE115               | 31 marzo 1998    | LINEAR               |
| 35553 -             | 1998 FK116               | 31 marzo 1998    | LINEAR               |
| 35554 -             | 1998 FL118               | 31 marzo 1998    | LINEAR               |
| 35555 -             | 1998 FC120               | 20 marzo 1998    | LINEAR               |
| 35556 -             | 1998 FC122               | 20 marzo 1998    | LINEAR               |
| 35557 -             | 1998 FO122               | 20 marzo 1998    | LINEAR               |
| 35558 -             | 1998 FT122               | 20 marzo 1998    | LINEAR               |
| 35559 -             | 1998 FO127               | 24 marzo 1998    | LINEAR               |
| 35560 -             | 1998 FU130               | 22 marzo 1998    | LINEAR               |
| 35561 -             | 1998 FZ132               | 20 marzo 1998    | LINEAR               |
| 35562 -             | 1998 GL1                 | 5 aprile 1998    | F. B. Zoltowski      |
| 35563 -             | 1998 GK3                 | 2 aprile 1998    | LINEAR               |
| 35564 -             | 1998 GY5                 | 2 aprile 1998    | LINEAR               |
| 35565 -             | 1998 GF6                 | 2 aprile 1998    | LINEAR               |
| 35566 -             | 1998 GE7                 | 2 aprile 1998    | LINEAR               |
| 35567 -             | 1998 GC9                 | 2 aprile 1998    | LINEAR               |
| 35568 -             | 1998 GD9                 | 2 aprile 1998    | LINEAR               |
| 35569 -             | 1998 GN9                 | 2 aprile 1998    | LINEAR               |
| 35570 -             | 1998 GF10                | 2 aprile 1998    | LINEAR               |
| 35571 -             | 1998 HV6                 | 21 aprile 1998   | M. Bœuf              |
| 35572 -             | 1998 HW6                 | 19 aprile 1998   | Y. Shimizu, T. Urata |
| 35573 -             | 1998 HH9                 | 18 aprile 1998   | Spacewatch           |
| 35574 -             | 1998 HE12                | 19 aprile 1998   | Spacewatch           |
| 35575 -             | 1998 HC18                | 18 aprile 1998   | LINEAR               |
| 35576 -             | 1998 HB21                | 20 aprile 1998   | LINEAR               |
| 35577 -             | 1998 HZ26                | 21 aprile 1998   | Spacewatch           |
| 35578 -             | 1998 HE34                | 20 aprile 1998   | LINEAR               |
| 35579 -             | 1998 HA36                | 20 aprile 1998   | LINEAR               |
| 35580 -             | 1998 HK39                | 20 aprile 1998   | LINEAR               |
| 35581 -             | 1998 HD40                | 20 aprile 1998   | LINEAR               |
| 35582 -             | 1998 HD45                | 20 aprile 1998   | LINEAR               |
| 35583 -             | 1998 HX45                | 20 aprile 1998   | LINEAR               |
| 35584 -             | 1998 HY46                | 20 aprile 1998   | LINEAR               |
| 35585 -             | 1998 HZ51                | 30 aprile 1998   | LONEOS               |
| 35586 -             | 1998 HG54                | 21 aprile 1998   | LINEAR               |
| 35587 -             | 1998 HR63                | 21 aprile 1998   | LINEAR               |
| 35588 -             | 1998 HU80                | 21 aprile 1998   | LINEAR               |
| 35589 -             | 1998 HY80                | 21 aprile 1998   | LINEAR               |
| 35590 -             | 1998 HQ86                | 21 aprile 1998   | LINEAR               |
| 35591 -             | 1998 HB91                | 21 aprile 1998   | LINEAR               |
| 35592 -             | 1998 HR94                | 21 aprile 1998   | LINEAR               |
| 35593 -             | 1998 HP98                | 21 aprile 1998   | LINEAR               |
| 35594 -             | 1998 HY114               | 23 aprile 1998   | LINEAR               |
| 35595 -             | 1998 HO116               | 23 aprile 1998   | LINEAR               |
| 35596 -             | 1998 HZ117               | 23 aprile 1998   | LINEAR               |
| 35597 -             | 1998 HJ118               | 23 aprile 1998   | LINEAR               |
| 35598 -             | 1998 HZ118               | 23 aprile 1998   | LINEAR               |
| 35599 -             | 1998 HV120               | 23 aprile 1998   | LINEAR               |
| 35600 -             | 1998 HY121               | 23 aprile 1998   | LINEAR               |

## 35601-35700
| Nome               | Designazione provvisoria | Data di scoperta  | Scopritore                           |
| ------------------ | ------------------------ | ----------------- | ------------------------------------ |
| 35601 -            | 1998 HJ122               | 23 aprile 1998    | LINEAR                               |
| 35602 -            | 1998 HC124               | 23 aprile 1998    | LINEAR                               |
| 35603 -            | 1998 HP124               | 23 aprile 1998    | LINEAR                               |
| 35604 -            | 1998 HZ124               | 23 aprile 1998    | LINEAR                               |
| 35605 -            | 1998 HU125               | 23 aprile 1998    | LINEAR                               |
| 35606 -            | 1998 HG126               | 23 aprile 1998    | LINEAR                               |
| 35607 -            | 1998 HJ127               | 18 aprile 1998    | LINEAR                               |
| 35608 -            | 1998 HX127               | 18 aprile 1998    | LINEAR                               |
| 35609 -            | 1998 HC132               | 19 aprile 1998    | LINEAR                               |
| 35610 -            | 1998 HW133               | 19 aprile 1998    | LINEAR                               |
| 35611 -            | 1998 HU136               | 20 aprile 1998    | LINEAR                               |
| 35612 -            | 1998 HR137               | 20 aprile 1998    | LINEAR                               |
| 35613 -            | 1998 HS147               | 23 aprile 1998    | LINEAR                               |
| 35614 -            | 1998 HB148               | 25 aprile 1998    | E. W. Elst                           |
| 35615 -            | 1998 HE148               | 25 aprile 1998    | E. W. Elst                           |
| 35616 -            | 1998 HN148               | 25 aprile 1998    | E. W. Elst                           |
| 35617 -            | 1998 HY148               | 25 aprile 1998    | E. W. Elst                           |
| 35618 Tartu        | 1998 HC149               | 25 aprile 1998    | E. W. Elst                           |
| 35619 -            | 1998 HT149               | 25 aprile 1998    | E. W. Elst                           |
| 35620 -            | 1998 JZ                  | 1 maggio 1998     | NEAT                                 |
| 35621 Lorius       | 1998 JD4                 | 15 maggio 1998    | A. Galád, A. Pravda                  |
| 35622 -            | 1998 JF4                 | 5 maggio 1998     | F. B. Zoltowski                      |
| 35623 Pedrodavid   | 1998 KF7                 | 23 maggio 1998    | LONEOS                               |
| 35624 -            | 1998 KR7                 | 23 maggio 1998    | LONEOS                               |
| 35625 -            | 1998 KK8                 | 23 maggio 1998    | LONEOS                               |
| 35626 -            | 1998 KD9                 | 27 maggio 1998    | LONEOS                               |
| 35627 -            | 1998 KW9                 | 24 maggio 1998    | Beijing Schmidt CCD Asteroid Program |
| 35628 -            | 1998 KQ13                | 22 maggio 1998    | LINEAR                               |
| 35629 -            | 1998 KK21                | 22 maggio 1998    | LINEAR                               |
| 35630 -            | 1998 KQ23                | 22 maggio 1998    | LINEAR                               |
| 35631 -            | 1998 KL24                | 22 maggio 1998    | LINEAR                               |
| 35632 -            | 1998 KA26                | 22 maggio 1998    | LINEAR                               |
| 35633 -            | 1998 KM28                | 22 maggio 1998    | LINEAR                               |
| 35634 -            | 1998 KS32                | 22 maggio 1998    | LINEAR                               |
| 35635 -            | 1998 KV33                | 22 maggio 1998    | LINEAR                               |
| 35636 -            | 1998 KO34                | 22 maggio 1998    | LINEAR                               |
| 35637 -            | 1998 KV34                | 22 maggio 1998    | LINEAR                               |
| 35638 -            | 1998 KU37                | 22 maggio 1998    | LINEAR                               |
| 35639 -            | 1998 KY49                | 23 maggio 1998    | LINEAR                               |
| 35640 -            | 1998 KN51                | 23 maggio 1998    | LINEAR                               |
| 35641 -            | 1998 KT51                | 23 maggio 1998    | LINEAR                               |
| 35642 -            | 1998 KF53                | 23 maggio 1998    | LINEAR                               |
| 35643 -            | 1998 KN55                | 23 maggio 1998    | LINEAR                               |
| 35644 -            | 1998 KW59                | 23 maggio 1998    | LINEAR                               |
| 35645 -            | 1998 KU60                | 23 maggio 1998    | LINEAR                               |
| 35646 Estela       | 1998 KO66                | 18 maggio 1998    | LONEOS                               |
| 35647 -            | 1998 KA67                | 23 maggio 1998    | LINEAR                               |
| 35648 -            | 1998 KR68                | 29 maggio 1998    | Spacewatch                           |
| 35649 -            | 1998 ML4                 | 23 giugno 1998    | CSS                                  |
| 35650 -            | 1998 MD11                | 19 giugno 1998    | LINEAR                               |
| 35651 -            | 1998 MS29                | 24 giugno 1998    | LINEAR                               |
| 35652 -            | 1998 MT29                | 24 giugno 1998    | LINEAR                               |
| 35653 -            | 1998 MF30                | 24 giugno 1998    | LINEAR                               |
| 35654 -            | 1998 MR33                | 24 giugno 1998    | LINEAR                               |
| 35655 Étienneklein | 1998 OJ6                 | 24 luglio 1998    | ODAS                                 |
| 35656 -            | 1998 OZ12                | 26 luglio 1998    | E. W. Elst                           |
| 35657 -            | 1998 QE5                 | 22 agosto 1998    | Beijing Schmidt CCD Asteroid Program |
| 35658 -            | 1998 QV9                 | 17 agosto 1998    | LINEAR                               |
| 35659 -            | 1998 QU10                | 17 agosto 1998    | LINEAR                               |
| 35660 -            | 1998 QS38                | 17 agosto 1998    | LINEAR                               |
| 35661 -            | 1998 QV39                | 17 agosto 1998    | LINEAR                               |
| 35662 -            | 1998 QW40                | 17 agosto 1998    | LINEAR                               |
| 35663 -            | 1998 QT50                | 17 agosto 1998    | LINEAR                               |
| 35664 -            | 1998 QC64                | 24 agosto 1998    | LINEAR                               |
| 35665 -            | 1998 RF18                | 14 settembre 1998 | LINEAR                               |
| 35666 -            | 1998 RZ47                | 14 settembre 1998 | LINEAR                               |
| 35667 -            | 1998 RN72                | 14 settembre 1998 | LINEAR                               |
| 35668 -            | 1998 RB76                | 14 settembre 1998 | LINEAR                               |
| 35669 -            | 1998 SO12                | 22 settembre 1998 | Višnjan Observatory                  |
| 35670 -            | 1998 SU27                | 24 settembre 1998 | LINEAR                               |
| 35671 -            | 1998 SN165               | 23 settembre 1998 | A. Gleason                           |
| 35672 -            | 1998 UZ14                | 23 ottobre 1998   | Spacewatch                           |
| 35673 -            | 1998 VQ15                | 10 novembre 1998  | LINEAR                               |
| 35674 -            | 1998 VC32                | 14 novembre 1998  | LINEAR                               |
| 35675 -            | 1998 XK17                | 15 dicembre 1998  | P. Antonini                          |
| 35676 -            | 1998 XA30                | 14 dicembre 1998  | LINEAR                               |
| 35677 -            | 1998 XE95                | 15 dicembre 1998  | LINEAR                               |
| 35678 -            | 1998 XW96                | 11 dicembre 1998  | O. A. Naranjo                        |
| 35679 -            | 1998 YK3                 | 17 dicembre 1998  | T. Kobayashi                         |
| 35680 -            | 1999 AS21                | 15 gennaio 1999   | K. Korlevic                          |
| 35681 -            | 1999 BC2                 | 16 gennaio 1999   | Y. Shimizu, T. Urata                 |
| 35682 -            | 1999 BP2                 | 18 gennaio 1999   | T. Kobayashi                         |
| 35683 Broumov      | 1999 BK5                 | 21 gennaio 1999   | Kleť                                 |
| 35684 -            | 1999 BO5                 | 16 gennaio 1999   | S. Ueda, H. Kaneda                   |
| 35685 -            | 1999 BT11                | 21 gennaio 1999   | ODAS                                 |
| 35686 -            | 1999 BW18                | 16 gennaio 1999   | LINEAR                               |
| 35687 -            | 1999 CP8                 | 6 febbraio 1999   | K. Korlevic                          |
| 35688 -            | 1999 CD10                | 15 febbraio 1999  | D. K. Chesney                        |
| 35689 -            | 1999 CD12                | 12 febbraio 1999  | LINEAR                               |
| 35690 -            | 1999 CT21                | 10 febbraio 1999  | LINEAR                               |
| 35691 -            | 1999 CE26                | 10 febbraio 1999  | LINEAR                               |
| 35692 -            | 1999 CV32                | 10 febbraio 1999  | LINEAR                               |
| 35693 -            | 1999 CQ48                | 10 febbraio 1999  | LINEAR                               |
| 35694 -            | 1999 CP54                | 10 febbraio 1999  | LINEAR                               |
| 35695 -            | 1999 CE57                | 10 febbraio 1999  | LINEAR                               |
| 35696 -            | 1999 CE97                | 10 febbraio 1999  | LINEAR                               |
| 35697 -            | 1999 CG104               | 12 febbraio 1999  | LINEAR                               |
| 35698 -            | 1999 CJ118               | 12 febbraio 1999  | LINEAR                               |
| 35699 -            | 1999 CO118               | 13 febbraio 1999  | LINEAR                               |
| 35700 -            | 1999 DL2                 | 19 febbraio 1999  | T. Kobayashi                         |

## 35701-35800
| Nome             | Designazione provvisoria | Data di scoperta | Scopritore              |
| ---------------- | ------------------------ | ---------------- | ----------------------- |
| 35701 -          | 1999 FF7                 | 16 marzo 1999    | K. Korlevic             |
| 35702 -          | 1999 FN9                 | 22 marzo 1999    | LONEOS                  |
| 35703 Lafiascaia | 1999 FP10                | 20 marzo 1999    | M. Tombelli, E. Masotti |
| 35704 -          | 1999 FB13                | 19 marzo 1999    | Spacewatch              |
| 35705 -          | 1999 FK17                | 23 marzo 1999    | Spacewatch              |
| 35706 -          | 1999 FG25                | 19 marzo 1999    | LINEAR                  |
| 35707 -          | 1999 FZ25                | 19 marzo 1999    | LINEAR                  |
| 35708 -          | 1999 FX27                | 19 marzo 1999    | LINEAR                  |
| 35709 -          | 1999 FR28                | 19 marzo 1999    | LINEAR                  |
| 35710 -          | 1999 FT29                | 19 marzo 1999    | LINEAR                  |
| 35711 -          | 1999 FZ29                | 19 marzo 1999    | LINEAR                  |
| 35712 -          | 1999 FF30                | 19 marzo 1999    | LINEAR                  |
| 35713 -          | 1999 FS30                | 19 marzo 1999    | LINEAR                  |
| 35714 -          | 1999 FB31                | 19 marzo 1999    | LINEAR                  |
| 35715 -          | 1999 FD32                | 19 marzo 1999    | LINEAR                  |
| 35716 -          | 1999 FY32                | 19 marzo 1999    | LINEAR                  |
| 35717 -          | 1999 FK33                | 19 marzo 1999    | LINEAR                  |
| 35718 -          | 1999 FE34                | 19 marzo 1999    | LINEAR                  |
| 35719 -          | 1999 FY34                | 19 marzo 1999    | LINEAR                  |
| 35720 -          | 1999 FP36                | 20 marzo 1999    | LINEAR                  |
| 35721 -          | 1999 FW39                | 20 marzo 1999    | LINEAR                  |
| 35722 -          | 1999 FM41                | 20 marzo 1999    | LINEAR                  |
| 35723 -          | 1999 FT42                | 20 marzo 1999    | LINEAR                  |
| 35724 -          | 1999 FW53                | 20 marzo 1999    | LINEAR                  |
| 35725 Tramuntana | 1999 FQ59                | 27 marzo 1999    | À. López, R. Pacheco    |
| 35726 -          | 1999 GW                  | 5 aprile 1999    | K. Korlevic             |
| 35727 -          | 1999 GM1                 | 7 aprile 1999    | T. Kobayashi            |
| 35728 -          | 1999 GA2                 | 6 aprile 1999    | LONEOS                  |
| 35729 -          | 1999 GZ4                 | 13 aprile 1999   | F. B. Zoltowski         |
| 35730 -          | 1999 GM7                 | 7 aprile 1999    | LONEOS                  |
| 35731 -          | 1999 GH8                 | 9 aprile 1999    | LONEOS                  |
| 35732 -          | 1999 GL8                 | 9 aprile 1999    | LONEOS                  |
| 35733 -          | 1999 GW8                 | 10 aprile 1999   | LONEOS                  |
| 35734 Dilithium  | 1999 GT9                 | 14 aprile 1999   | R. A. Tucker            |
| 35735 -          | 1999 GP11                | 11 aprile 1999   | Spacewatch              |
| 35736 -          | 1999 GQ19                | 15 aprile 1999   | LINEAR                  |
| 35737 -          | 1999 GN20                | 15 aprile 1999   | LINEAR                  |
| 35738 -          | 1999 GO20                | 15 aprile 1999   | LINEAR                  |
| 35739 -          | 1999 GR21                | 15 aprile 1999   | LINEAR                  |
| 35740 -          | 1999 GK24                | 6 aprile 1999    | LINEAR                  |
| 35741 -          | 1999 GX24                | 6 aprile 1999    | LINEAR                  |
| 35742 -          | 1999 GD29                | 7 aprile 1999    | LINEAR                  |
| 35743 -          | 1999 GP29                | 7 aprile 1999    | LINEAR                  |
| 35744 -          | 1999 GF30                | 7 aprile 1999    | LINEAR                  |
| 35745 -          | 1999 GZ30                | 7 aprile 1999    | LINEAR                  |
| 35746 -          | 1999 GX31                | 7 aprile 1999    | LINEAR                  |
| 35747 -          | 1999 GE32                | 7 aprile 1999    | LINEAR                  |
| 35748 -          | 1999 GK32                | 7 aprile 1999    | LINEAR                  |
| 35749 -          | 1999 GF33                | 12 aprile 1999   | LINEAR                  |
| 35750 -          | 1999 GP34                | 6 aprile 1999    | LINEAR                  |
| 35751 -          | 1999 GE36                | 7 aprile 1999    | LINEAR                  |
| 35752 -          | 1999 GW36                | 14 aprile 1999   | LINEAR                  |
| 35753 -          | 1999 GE45                | 12 aprile 1999   | LINEAR                  |
| 35754 -          | 1999 GN50                | 10 aprile 1999   | LONEOS                  |
| 35755 -          | 1999 GV53                | 11 aprile 1999   | LONEOS                  |
| 35756 -          | 1999 GX58                | 12 aprile 1999   | LINEAR                  |
| 35757 -          | 1999 GY60                | 15 aprile 1999   | LINEAR                  |
| 35758 -          | 1999 HE                  | 16 aprile 1999   | F. B. Zoltowski         |
| 35759 -          | 1999 HQ                  | 17 aprile 1999   | F. B. Zoltowski         |
| 35760 -          | 1999 HP1                 | 17 aprile 1999   | LINEAR                  |
| 35761 -          | 1999 HC2                 | 21 aprile 1999   | Klet                    |
| 35762 -          | 1999 HF2                 | 20 aprile 1999   | K. Korlevic, M. Juric   |
| 35763 -          | 1999 HK3                 | 16 aprile 1999   | CSS                     |
| 35764 -          | 1999 HP7                 | 19 aprile 1999   | Spacewatch              |
| 35765 -          | 1999 HR8                 | 17 aprile 1999   | LINEAR                  |
| 35766 -          | 1999 HB9                 | 17 aprile 1999   | LINEAR                  |
| 35767 -          | 1999 JM                  | 6 maggio 1999    | T. Kobayashi            |
| 35768 Wendybauer | 1999 JR1                 | 8 maggio 1999    | CSS                     |
| 35769 Tombauer   | 1999 JX1                 | 8 maggio 1999    | CSS                     |
| 35770 -          | 1999 JH2                 | 8 maggio 1999    | CSS                     |
| 35771 -          | 1999 JE6                 | 11 maggio 1999   | Y. Shimizu, T. Urata    |
| 35772 -          | 1999 JM7                 | 8 maggio 1999    | CSS                     |
| 35773 -          | 1999 JT7                 | 13 maggio 1999   | J. Broughton            |
| 35774 -          | 1999 JL9                 | 7 maggio 1999    | CSS                     |
| 35775 -          | 1999 JW9                 | 8 maggio 1999    | CSS                     |
| 35776 -          | 1999 JE11                | 9 maggio 1999    | K. Korlevic             |
| 35777 -          | 1999 JB13                | 10 maggio 1999   | K. Korlevic             |
| 35778 -          | 1999 JL16                | 15 maggio 1999   | Spacewatch              |
| 35779 -          | 1999 JB18                | 10 maggio 1999   | LINEAR                  |
| 35780 -          | 1999 JR18                | 10 maggio 1999   | LINEAR                  |
| 35781 -          | 1999 JA19                | 10 maggio 1999   | LINEAR                  |
| 35782 -          | 1999 JW19                | 10 maggio 1999   | LINEAR                  |
| 35783 -          | 1999 JU20                | 10 maggio 1999   | LINEAR                  |
| 35784 -          | 1999 JS21                | 10 maggio 1999   | LINEAR                  |
| 35785 -          | 1999 JY21                | 10 maggio 1999   | LINEAR                  |
| 35786 -          | 1999 JR22                | 10 maggio 1999   | LINEAR                  |
| 35787 -          | 1999 JY22                | 10 maggio 1999   | LINEAR                  |
| 35788 -          | 1999 JL24                | 10 maggio 1999   | LINEAR                  |
| 35789 -          | 1999 JF25                | 10 maggio 1999   | LINEAR                  |
| 35790 -          | 1999 JG25                | 10 maggio 1999   | LINEAR                  |
| 35791 -          | 1999 JK25                | 10 maggio 1999   | LINEAR                  |
| 35792 -          | 1999 JL29                | 10 maggio 1999   | LINEAR                  |
| 35793 -          | 1999 JN30                | 10 maggio 1999   | LINEAR                  |
| 35794 -          | 1999 JB31                | 10 maggio 1999   | LINEAR                  |
| 35795 -          | 1999 JF31                | 10 maggio 1999   | LINEAR                  |
| 35796 -          | 1999 JL31                | 10 maggio 1999   | LINEAR                  |
| 35797 -          | 1999 JY31                | 10 maggio 1999   | LINEAR                  |
| 35798 -          | 1999 JJ32                | 10 maggio 1999   | LINEAR                  |
| 35799 -          | 1999 JK32                | 10 maggio 1999   | LINEAR                  |
| 35800 -          | 1999 JT32                | 10 maggio 1999   | LINEAR                  |

## 35801-35900
| Nome    | Designazione provvisoria | Data di scoperta | Scopritore |
| ------- | ------------------------ | ---------------- | ---------- |
| 35801 - | 1999 JB38                | 10 maggio 1999   | LINEAR     |
| 35802 - | 1999 JF39                | 10 maggio 1999   | LINEAR     |
| 35803 - | 1999 JT40                | 10 maggio 1999   | LINEAR     |
| 35804 - | 1999 JK41                | 10 maggio 1999   | LINEAR     |
| 35805 - | 1999 JP41                | 10 maggio 1999   | LINEAR     |
| 35806 - | 1999 JB42                | 10 maggio 1999   | LINEAR     |
| 35807 - | 1999 JS42                | 10 maggio 1999   | LINEAR     |
| 35808 - | 1999 JA43                | 10 maggio 1999   | LINEAR     |
| 35809 - | 1999 JY43                | 10 maggio 1999   | LINEAR     |
| 35810 - | 1999 JB44                | 10 maggio 1999   | LINEAR     |
| 35811 - | 1999 JS45                | 10 maggio 1999   | LINEAR     |
| 35812 - | 1999 JD46                | 10 maggio 1999   | LINEAR     |
| 35813 - | 1999 JM47                | 10 maggio 1999   | LINEAR     |
| 35814 - | 1999 JK48                | 10 maggio 1999   | LINEAR     |
| 35815 - | 1999 JO48                | 10 maggio 1999   | LINEAR     |
| 35816 - | 1999 JU49                | 10 maggio 1999   | LINEAR     |
| 35817 - | 1999 JV49                | 10 maggio 1999   | LINEAR     |
| 35818 - | 1999 JC50                | 10 maggio 1999   | LINEAR     |
| 35819 - | 1999 JG50                | 10 maggio 1999   | LINEAR     |
| 35820 - | 1999 JM50                | 10 maggio 1999   | LINEAR     |
| 35821 - | 1999 JW50                | 10 maggio 1999   | LINEAR     |
| 35822 - | 1999 JD52                | 10 maggio 1999   | LINEAR     |
| 35823 - | 1999 JQ52                | 10 maggio 1999   | LINEAR     |
| 35824 - | 1999 JF53                | 10 maggio 1999   | LINEAR     |
| 35825 - | 1999 JL53                | 10 maggio 1999   | LINEAR     |
| 35826 - | 1999 JT53                | 10 maggio 1999   | LINEAR     |
| 35827 - | 1999 JY53                | 10 maggio 1999   | LINEAR     |
| 35828 - | 1999 JZ53                | 10 maggio 1999   | LINEAR     |
| 35829 - | 1999 JH54                | 10 maggio 1999   | LINEAR     |
| 35830 - | 1999 JL54                | 10 maggio 1999   | LINEAR     |
| 35831 - | 1999 JN55                | 10 maggio 1999   | LINEAR     |
| 35832 - | 1999 JR56                | 10 maggio 1999   | LINEAR     |
| 35833 - | 1999 JN57                | 10 maggio 1999   | LINEAR     |
| 35834 - | 1999 JT57                | 10 maggio 1999   | LINEAR     |
| 35835 - | 1999 JD58                | 10 maggio 1999   | LINEAR     |
| 35836 - | 1999 JG58                | 10 maggio 1999   | LINEAR     |
| 35837 - | 1999 JH58                | 10 maggio 1999   | LINEAR     |
| 35838 - | 1999 JN58                | 10 maggio 1999   | LINEAR     |
| 35839 - | 1999 JV58                | 10 maggio 1999   | LINEAR     |
| 35840 - | 1999 JH59                | 10 maggio 1999   | LINEAR     |
| 35841 - | 1999 JR59                | 10 maggio 1999   | LINEAR     |
| 35842 - | 1999 JX59                | 10 maggio 1999   | LINEAR     |
| 35843 - | 1999 JZ59                | 10 maggio 1999   | LINEAR     |
| 35844 - | 1999 JD60                | 10 maggio 1999   | LINEAR     |
| 35845 - | 1999 JM60                | 10 maggio 1999   | LINEAR     |
| 35846 - | 1999 JO60                | 10 maggio 1999   | LINEAR     |
| 35847 - | 1999 JJ61                | 10 maggio 1999   | LINEAR     |
| 35848 - | 1999 JY61                | 10 maggio 1999   | LINEAR     |
| 35849 - | 1999 JK62                | 10 maggio 1999   | LINEAR     |
| 35850 - | 1999 JS62                | 10 maggio 1999   | LINEAR     |
| 35851 - | 1999 JW62                | 10 maggio 1999   | LINEAR     |
| 35852 - | 1999 JD63                | 10 maggio 1999   | LINEAR     |
| 35853 - | 1999 JY63                | 10 maggio 1999   | LINEAR     |
| 35854 - | 1999 JZ63                | 10 maggio 1999   | LINEAR     |
| 35855 - | 1999 JC64                | 10 maggio 1999   | LINEAR     |
| 35856 - | 1999 JG64                | 10 maggio 1999   | LINEAR     |
| 35857 - | 1999 JN64                | 10 maggio 1999   | LINEAR     |
| 35858 - | 1999 JZ65                | 12 maggio 1999   | LINEAR     |
| 35859 - | 1999 JN66                | 12 maggio 1999   | LINEAR     |
| 35860 - | 1999 JO66                | 12 maggio 1999   | LINEAR     |
| 35861 - | 1999 JT66                | 12 maggio 1999   | LINEAR     |
| 35862 - | 1999 JO67                | 12 maggio 1999   | LINEAR     |
| 35863 - | 1999 JX67                | 12 maggio 1999   | LINEAR     |
| 35864 - | 1999 JG68                | 12 maggio 1999   | LINEAR     |
| 35865 - | 1999 JL68                | 12 maggio 1999   | LINEAR     |
| 35866 - | 1999 JM68                | 12 maggio 1999   | LINEAR     |
| 35867 - | 1999 JO68                | 12 maggio 1999   | LINEAR     |
| 35868 - | 1999 JP68                | 12 maggio 1999   | LINEAR     |
| 35869 - | 1999 JR68                | 12 maggio 1999   | LINEAR     |
| 35870 - | 1999 JQ69                | 12 maggio 1999   | LINEAR     |
| 35871 - | 1999 JW70                | 12 maggio 1999   | LINEAR     |
| 35872 - | 1999 JB72                | 12 maggio 1999   | LINEAR     |
| 35873 - | 1999 JO72                | 12 maggio 1999   | LINEAR     |
| 35874 - | 1999 JU72                | 12 maggio 1999   | LINEAR     |
| 35875 - | 1999 JP73                | 12 maggio 1999   | LINEAR     |
| 35876 - | 1999 JX74                | 12 maggio 1999   | LINEAR     |
| 35877 - | 1999 JR75                | 10 maggio 1999   | LINEAR     |
| 35878 - | 1999 JX75                | 10 maggio 1999   | LINEAR     |
| 35879 - | 1999 JA76                | 10 maggio 1999   | LINEAR     |
| 35880 - | 1999 JC76                | 10 maggio 1999   | LINEAR     |
| 35881 - | 1999 JM77                | 12 maggio 1999   | LINEAR     |
| 35882 - | 1999 JT77                | 12 maggio 1999   | LINEAR     |
| 35883 - | 1999 JH78                | 13 maggio 1999   | LINEAR     |
| 35884 - | 1999 JW78                | 13 maggio 1999   | LINEAR     |
| 35885 - | 1999 JO79                | 13 maggio 1999   | LINEAR     |
| 35886 - | 1999 JG80                | 12 maggio 1999   | LINEAR     |
| 35887 - | 1999 JH80                | 12 maggio 1999   | LINEAR     |
| 35888 - | 1999 JS80                | 12 maggio 1999   | LINEAR     |
| 35889 - | 1999 JA81                | 12 maggio 1999   | LINEAR     |
| 35890 - | 1999 JR81                | 12 maggio 1999   | LINEAR     |
| 35891 - | 1999 JS81                | 12 maggio 1999   | LINEAR     |
| 35892 - | 1999 JV82                | 12 maggio 1999   | LINEAR     |
| 35893 - | 1999 JC83                | 12 maggio 1999   | LINEAR     |
| 35894 - | 1999 JF83                | 12 maggio 1999   | LINEAR     |
| 35895 - | 1999 JX83                | 12 maggio 1999   | LINEAR     |
| 35896 - | 1999 JW84                | 13 maggio 1999   | LINEAR     |
| 35897 - | 1999 JU85                | 10 maggio 1999   | LINEAR     |
| 35898 - | 1999 JC86                | 12 maggio 1999   | LINEAR     |
| 35899 - | 1999 JC87                | 12 maggio 1999   | LINEAR     |
| 35900 - | 1999 JH88                | 12 maggio 1999   | LINEAR     |

## 35901-36000
| Nome            | Designazione provvisoria | Data di scoperta | Scopritore         |
| --------------- | ------------------------ | ---------------- | ------------------ |
| 35901 -         | 1999 JK88                | 12 maggio 1999   | LINEAR             |
| 35902 -         | 1999 JM88                | 12 maggio 1999   | LINEAR             |
| 35903 -         | 1999 JY88                | 12 maggio 1999   | LINEAR             |
| 35904 -         | 1999 JJ89                | 12 maggio 1999   | LINEAR             |
| 35905 -         | 1999 JA92                | 12 maggio 1999   | LINEAR             |
| 35906 -         | 1999 JL92                | 12 maggio 1999   | LINEAR             |
| 35907 -         | 1999 JO92                | 12 maggio 1999   | LINEAR             |
| 35908 -         | 1999 JP92                | 12 maggio 1999   | LINEAR             |
| 35909 -         | 1999 JY93                | 12 maggio 1999   | LINEAR             |
| 35910 -         | 1999 JZ93                | 12 maggio 1999   | LINEAR             |
| 35911 -         | 1999 JB95                | 12 maggio 1999   | LINEAR             |
| 35912 -         | 1999 JY95                | 12 maggio 1999   | LINEAR             |
| 35913 -         | 1999 JC97                | 12 maggio 1999   | LINEAR             |
| 35914 -         | 1999 JM97                | 12 maggio 1999   | LINEAR             |
| 35915 -         | 1999 JV97                | 12 maggio 1999   | LINEAR             |
| 35916 -         | 1999 JS98                | 12 maggio 1999   | LINEAR             |
| 35917 -         | 1999 JK99                | 13 maggio 1999   | LINEAR             |
| 35918 -         | 1999 JL99                | 12 maggio 1999   | LINEAR             |
| 35919 -         | 1999 JY99                | 12 maggio 1999   | LINEAR             |
| 35920 -         | 1999 JJ101               | 13 maggio 1999   | LINEAR             |
| 35921 -         | 1999 JU101               | 13 maggio 1999   | LINEAR             |
| 35922 -         | 1999 JO102               | 13 maggio 1999   | LINEAR             |
| 35923 -         | 1999 JX103               | 13 maggio 1999   | LINEAR             |
| 35924 -         | 1999 JA104               | 14 maggio 1999   | LINEAR             |
| 35925 -         | 1999 JP104               | 15 maggio 1999   | LINEAR             |
| 35926 -         | 1999 JL105               | 13 maggio 1999   | LINEAR             |
| 35927 -         | 1999 JN106               | 13 maggio 1999   | LINEAR             |
| 35928 -         | 1999 JV107               | 13 maggio 1999   | LINEAR             |
| 35929 -         | 1999 JK108               | 13 maggio 1999   | LINEAR             |
| 35930 -         | 1999 JD110               | 13 maggio 1999   | LINEAR             |
| 35931 -         | 1999 JW112               | 13 maggio 1999   | LINEAR             |
| 35932 -         | 1999 JP113               | 13 maggio 1999   | LINEAR             |
| 35933 -         | 1999 JD117               | 13 maggio 1999   | LINEAR             |
| 35934 -         | 1999 JZ120               | 13 maggio 1999   | LINEAR             |
| 35935 -         | 1999 JO122               | 13 maggio 1999   | LINEAR             |
| 35936 -         | 1999 JX123               | 14 maggio 1999   | LINEAR             |
| 35937 -         | 1999 JD124               | 14 maggio 1999   | LINEAR             |
| 35938 -         | 1999 JQ125               | 10 maggio 1999   | LINEAR             |
| 35939 -         | 1999 JO127               | 13 maggio 1999   | LINEAR             |
| 35940 -         | 1999 JE128               | 10 maggio 1999   | LINEAR             |
| 35941 -         | 1999 JT129               | 12 maggio 1999   | LINEAR             |
| 35942 -         | 1999 JP132               | 13 maggio 1999   | LINEAR             |
| 35943 -         | 1999 KP2                 | 16 maggio 1999   | Spacewatch         |
| 35944 -         | 1999 KT2                 | 16 maggio 1999   | Spacewatch         |
| 35945 -         | 1999 KU2                 | 16 maggio 1999   | Spacewatch         |
| 35946 -         | 1999 KO4                 | 20 maggio 1999   | P. G. Comba        |
| 35947 -         | 1999 KT5                 | 16 maggio 1999   | Spacewatch         |
| 35948 -         | 1999 KD6                 | 17 maggio 1999   | Spacewatch         |
| 35949 -         | 1999 KQ10                | 18 maggio 1999   | LINEAR             |
| 35950 -         | 1999 KL13                | 18 maggio 1999   | LINEAR             |
| 35951 -         | 1999 KE14                | 18 maggio 1999   | LINEAR             |
| 35952 -         | 1999 KN14                | 18 maggio 1999   | LINEAR             |
| 35953 -         | 1999 KJ15                | 20 maggio 1999   | LINEAR             |
| 35954 -         | 1999 KY15                | 18 maggio 1999   | LINEAR             |
| 35955 -         | 1999 KS17                | 17 maggio 1999   | CSS                |
| 35956 -         | 1999 LG2                 | 8 giugno 1999    | LINEAR             |
| 35957 -         | 1999 LZ3                 | 9 giugno 1999    | LINEAR             |
| 35958 -         | 1999 LF4                 | 9 giugno 1999    | LINEAR             |
| 35959 -         | 1999 LE5                 | 10 giugno 1999   | LINEAR             |
| 35960 -         | 1999 LB7                 | 9 giugno 1999    | Spacewatch         |
| 35961 -         | 1999 LH7                 | 12 giugno 1999   | K. Korlevic        |
| 35962 -         | 1999 LX9                 | 8 giugno 1999    | LINEAR             |
| 35963 -         | 1999 LL11                | 8 giugno 1999    | LINEAR             |
| 35964 -         | 1999 LC13                | 9 giugno 1999    | LINEAR             |
| 35965 -         | 1999 LH13                | 9 giugno 1999    | LINEAR             |
| 35966 -         | 1999 LJ13                | 9 giugno 1999    | LINEAR             |
| 35967 -         | 1999 LG14                | 9 giugno 1999    | LINEAR             |
| 35968 -         | 1999 LK14                | 9 giugno 1999    | LINEAR             |
| 35969 -         | 1999 LY14                | 11 giugno 1999   | LINEAR             |
| 35970 -         | 1999 LE21                | 9 giugno 1999    | LINEAR             |
| 35971 -         | 1999 LJ26                | 9 giugno 1999    | LINEAR             |
| 35972 -         | 1999 LL26                | 9 giugno 1999    | LINEAR             |
| 35973 -         | 1999 LU26                | 9 giugno 1999    | LINEAR             |
| 35974 -         | 1999 LW26                | 9 giugno 1999    | LINEAR             |
| 35975 -         | 1999 LG27                | 9 giugno 1999    | LINEAR             |
| 35976 Yorktown  | 1999 MY1                 | 25 giugno 1999   | LONEOS             |
| 35977 Lexington | 1999 NA                  | 3 luglio 1999    | J. Tichá, M. Tichý |
| 35978 Arlington | 1999 NC                  | 5 luglio 1999    | J. Tichá, M. Tichý |
| 35979 -         | 1999 NC2                 | 12 luglio 1999   | LINEAR             |
| 35980 -         | 1999 NO3                 | 13 luglio 1999   | LINEAR             |
| 35981 -         | 1999 NU3                 | 13 luglio 1999   | LINEAR             |
| 35982 -         | 1999 NJ4                 | 11 luglio 1999   | J. Broughton       |
| 35983 -         | 1999 NG5                 | 15 luglio 1999   | K. Korlevic        |
| 35984 -         | 1999 NK7                 | 13 luglio 1999   | LINEAR             |
| 35985 -         | 1999 NJ8                 | 13 luglio 1999   | LINEAR             |
| 35986 -         | 1999 NL8                 | 13 luglio 1999   | LINEAR             |
| 35987 -         | 1999 NV8                 | 13 luglio 1999   | LINEAR             |
| 35988 -         | 1999 NO9                 | 13 luglio 1999   | LINEAR             |
| 35989 -         | 1999 NF10                | 13 luglio 1999   | LINEAR             |
| 35990 -         | 1999 NG10                | 13 luglio 1999   | LINEAR             |
| 35991 -         | 1999 NN11                | 13 luglio 1999   | LINEAR             |
| 35992 -         | 1999 NF12                | 13 luglio 1999   | LINEAR             |
| 35993 -         | 1999 NS17                | 14 luglio 1999   | LINEAR             |
| 35994 -         | 1999 NS18                | 14 luglio 1999   | LINEAR             |
| 35995 -         | 1999 NK20                | 14 luglio 1999   | LINEAR             |
| 35996 -         | 1999 NN20                | 14 luglio 1999   | LINEAR             |
| 35997 -         | 1999 NQ20                | 14 luglio 1999   | LINEAR             |
| 35998 -         | 1999 NP21                | 14 luglio 1999   | LINEAR             |
| 35999 -         | 1999 NB22                | 14 luglio 1999   | LINEAR             |
| 36000 -         | 1999 NV22                | 14 luglio 1999   | LINEAR             |